# Gendarmerie van Vaticaanstad
Het korps der Gendarmerie van Vaticaanstad (Italiaans: Corpo della Gendarmeria dello Stato della Città del Vaticano) is de politiemacht van Vaticaanstad, die uit de oude Pauselijke Gendarmerie is ontstaan, welke op 14 juli 1816 door paus Pius VII is opgericht. De instelling ressorteert onder de Romeinse Curie (meer in het bijzonder onder de Pauselijke Commissie voor de Staat Vaticaanstad) en ontstond in 1970 nadat paus Paulus VI de Palatijnse Garde en de Nobelgarde, die beide met politietaken waren toegerust, had ontbonden. Aanvankelijk heette het korps Vigilanza (voluit: Vigilanza dello Stato della Città del Vaticano), maar onder paus Johannes Paulus II kreeg het in 2002 zijn huidige naam.
Het korps heeft ongeveer 140 mensen in dienst. Zij zijn belast met reguliere politietaken, met uitzondering van de persoonsbeveiliging en de bewaking van objecten. Die taken zijn namelijk ondergebracht bij de Zwitserse Garde. Sinds 2008 is de Gendarmerie aangesloten bij Interpol. Ook de Vaticaanse brandweer is ondergebracht bij het korps. Het korps beschikt sinds 2007 over een eigen anti-terreureenheid. Aan de gendarmerie zijn ook de taken van de verkeerspolitie toegewezen.
Om in dienst te komen van de Gendarmerie moet men de Italiaanse nationaliteit bezitten en tussen de 20 en 25 jaar oud zijn en beschikken over ten minste twee jaar dienstervaring bij de Italiaanse politie.
De leden van het korps dragen blauwe uniformen, voorzien van het wapen van de Heilige Stoel.